# 1175
Cette page concerne l'année 1175  du calendrier julien.
L'année 1175 est une année commune qui commence un mercredi.

## Événements

### Asie
- Le moine bouddhiste Hōnen (ou Genku) fonde la secte de la Terre pure (Jōdo shū), au Japon[1]. Sa prédication, destinée aux plus humbles connaît un succès immense et durable[2].
- Lý Cao Tông, un enfant de deux ans, monte sur le trône du Đại Việt à la mort de son père Lý Anh Tông (fin de règne en 1210). Son règne marque le début de la décadence de la dynastie des Lý au Viêt Nam (fin en 1225)[3].
- Le Ghuride Ghias ad-Din envoie son frère Muhammad Shihâb al-Dîn Ghuri (Muhammad ibn Sam) traquer les Ghaznévides en Inde (fin en 1186). Lors de sa première expédition, il s'empare de Multan et de Uchch dans le Pendjab (1175-1176)[4].
- Occupation de Hérat par les Ghurides (1175-1176)[5].

### Proche-Orient
- Janvier (ou décembre 1174[6]) : les conseillers d’As-Salih Ismail al-Malik, émir d’Alep, décident de recourir aux services des Assassins pour se débarrasser de Saladin. Au début de l’année, un attentat dans le camp de Saladin échoue[7]. Les batinis sont massacrés.
- 1er février : appelé par l’émir d'Alep, Raymond de Tripoli attaque Homs. Saladin doit abandonner le siège d’Alep[8].

- 17 mars : Saladin reprend la citadelle d’Homs[8].

- 13 avril : les Zengides sont battus par Saladin près de Hama[8].

- 4 mai : Saladin se fait investir par le calife abbasside du gouvernement de l’Égypte, de la Syrie et du Yémen[8].
- 8 juin, Jérusalem : Guillaume est consacré archevêque de Tyr[9].
- Juin[9] : reprise de la guerre entre Byzance et le sultanat de Rum quand le sultan Kılıç Arslan II refuse de rendre à Manuel Comnène les territoires pris sur les Danichmendides en Anatolie[10]. L’empereur byzantin remet en état les forteresses de Dorylée et de Soublaion pour préparer son offensive[11].

- Début du règne de Toghrul III, dernier sultan Saljûqide de Perse, en 571 de l’hégire[12] (22 juillet 1175/16 juillet 1176) (fin en 1194).

### Europe
- 2 février, Le Mans : La Rochelle reçoit sa charte de commune du roi Henri II[13], renouvelée en 1199.

- 13 avril, Italie : Frédéric Barberousse doit lever le siège d'Alexandrie[14].
- 16 avril : trêve de Montebello (près de Pavie) entre l'empereur Frédéric Barberousse et la ligue lombarde[15].
- 15 juin[16] : victoire de Michel Ier Iourievitch et de son frère Vsevolod sur les Rostislavitch de Rostov et Souzdal. Ils entrent dans Vladimir[17].
- Septembre : Guillaume II de Sicile s’allie avec Venise. Il promet de ne pas attaquer les Vénitiens au-dessus de Raguse[18]. À la suite de ce traité, l’empereur byzantin Manuel Comnène se décide à signer un traité de paix avec la république de Venise[19].
- 6 octobre : traité de Windsor entre le roi Henri II et le haut-roi Ruaidri O’Connor[20].
- 6 novembre[21] : Frédéric Barberousse règle le différend entre Gênes et Pise qui se partagent la Sardaigne[22].

- Humbert III de Savoie reprend Turin[23].